# Krakauer Pietà

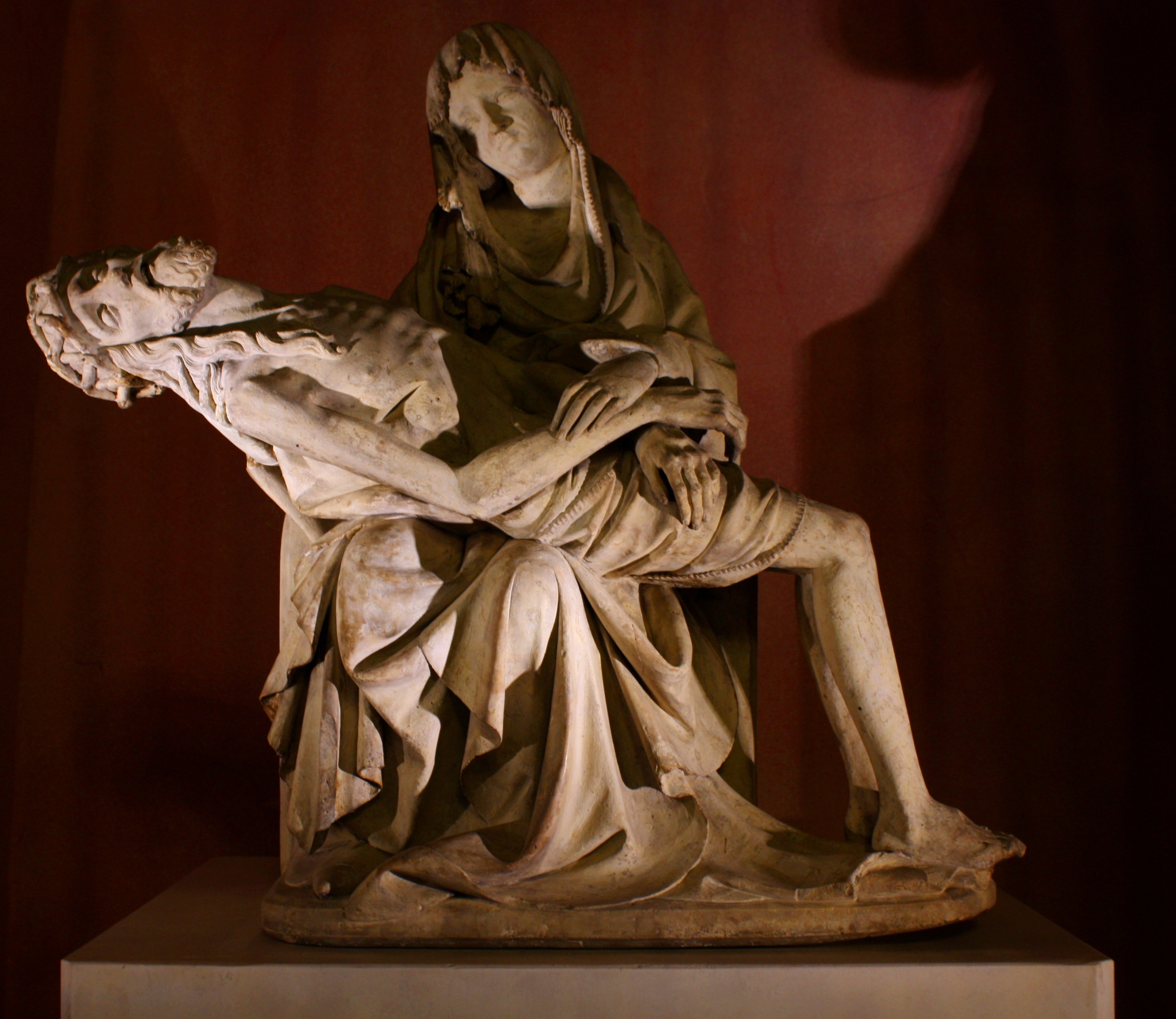
Krakauer Pietà

Die Krakauer Pietà (polnisch Pietà w Krakowie) ist eine gotische Pietà von Maria mit dem toten Jesus in der St.-Barbara-Kirche.

## Beschreibung
Die Pietà von Krakau zählt zu den künstlerisch wertvollsten vollplastischen Darstellungen von Maria mit dem toten Jesus, die um die Wende vom 14. zum 15. Jahrhundert entstanden sind. Die Plastik der Schönen Madonna aus Kalkstein repräsentieren den Weichen Stil (auch internationale Gotik), eine während der mitteleuropäischen Gotik entstandene Stilrichtung. Der Künstler ist namentlich nicht bekannt, es wird vermutet, dass die Plastik in den 1390er Jahren von dem Meister der Thorner Madonna geschaffen wurde. Es ist nicht bekannt, wo die Pietà zunächst stand. Sie wurde im 17. Jahrhundert in einem Wirtschaftsgebäude der St.-Barbara-Kirche gefunden. Zunächst wurde sie in einem Seitenaltar und ab 1681 im Hauptaltar der Kirche ausgestellt. Seit 1731 befindet sich am jetzigen Aufbewahrungsort in einer eigenen Kapelle der Kirche, unweit des Hauptaltars. 